# Habrocestoides geminus
Habrocestoides geminus är en spindelart som beskrevs av Song D., Chai I. 1992. Habrocestoides geminus ingår i släktet Habrocestoides och familjen hoppspindlar. Inga underarter finns listade i Catalogue of Life.